# Lasiocercis transversefasciata
Lasiocercis transversefasciata là một loài bọ cánh cứng trong họ Cerambycidae.